# Ходжалы-кедабекская культура
Ходжалы-кедабекская культура — археологическая культура Восточного и Центрального Закавказья эпохи поздней бронзы и раннего железа (XIII—VII вв. до н. э.). Название дано по первым находкам памятников у сёл Ходжалы и Кедабек в Азербайджане.

## Характеристики

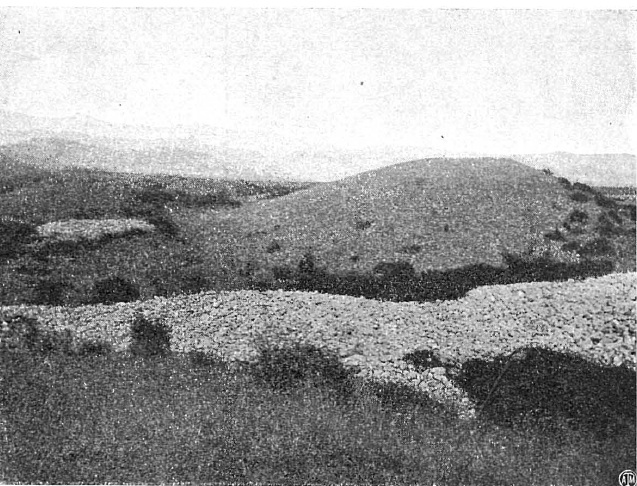
Курганы около ст. Ходжалы

Основные занятия населения — земледелие и скотоводство. Изучена в основном по погребениям. Металлические изделия представлены бронзовыми мечами, ножами. Найдены кромлехи, менгиры, циклопические сооружения. Название своё берёт по первым находкам памятников у сёл Ходжалы и Кедабек в Азербайджанская ССР.
Ходжалы-кедабекская культура состоит из грунтовых могил, курганов с захоронениями в скорченном, вытянутом и сидячем положении. В могилах найдены бронзовые изделия: мечи, секиры, булавы, стрелы, вилы, наконечники копий, котлы и кувшины, удила, поясные наборы, украшенные охотничьими и мифологическими сценами. Встречены разнообразные бусы из стекла, сердолика и кости, каменные сосуды и много глиняных, различных форм, чернолощёных с резным орнаментом. На позднем этапе развития появляются железные изделия — копья, ножи, кинжалы и др. Открыты поселения, в том числе укреплённые. Племена Ходжалы-Кедабекской культуры занимались земледелием и скотоводством, у них была развита металлургия. Поддерживались связи с соседними племенами.
В одном из курганов у Ходжалы археологом Э. Рёслером была найдена агатовая бусина с именем ассирийского царя Ададнирари II. Трёхстрочную ассирийскую надпись на бусине прочёл И. И. Мещанинов совместно с В. В. Струве и В. К. Шилейко. При этом Мещанинов отметил, что находка «открывает широкие перспективы в сторону выяснения характера самой культуры Закавказья и выяснения взаимоотношений её с древнейшими центрами Двуречья и Месопотамии». Ныне эта бусина экспонируется в Государственном Эрмитаже.
- Предметы, обнаруженные при раскопках в Ходжалы в 1895 году Э. Реслером. . Государственный Эрмитаж, Санкт-Петербург, Россия

Предметы, обнаруженные при раскопках в Ходжалы в 1895 году Э. Реслером.. Государственный Эрмитаж, Санкт-Петербург, Россия
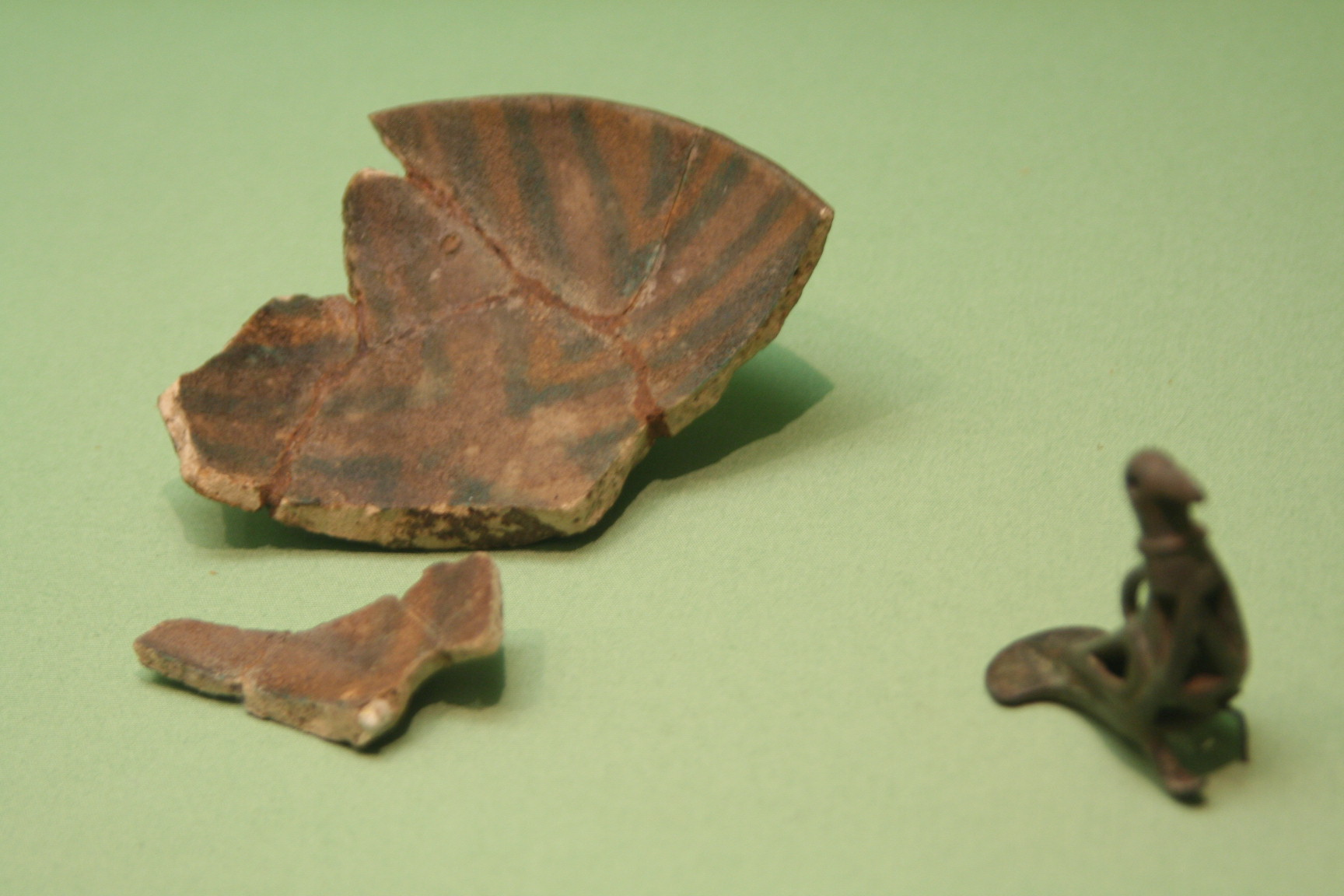
Глиняная чашка с росписью зелёной и жёлтых красок и бронзовая подвеска в виде птицы
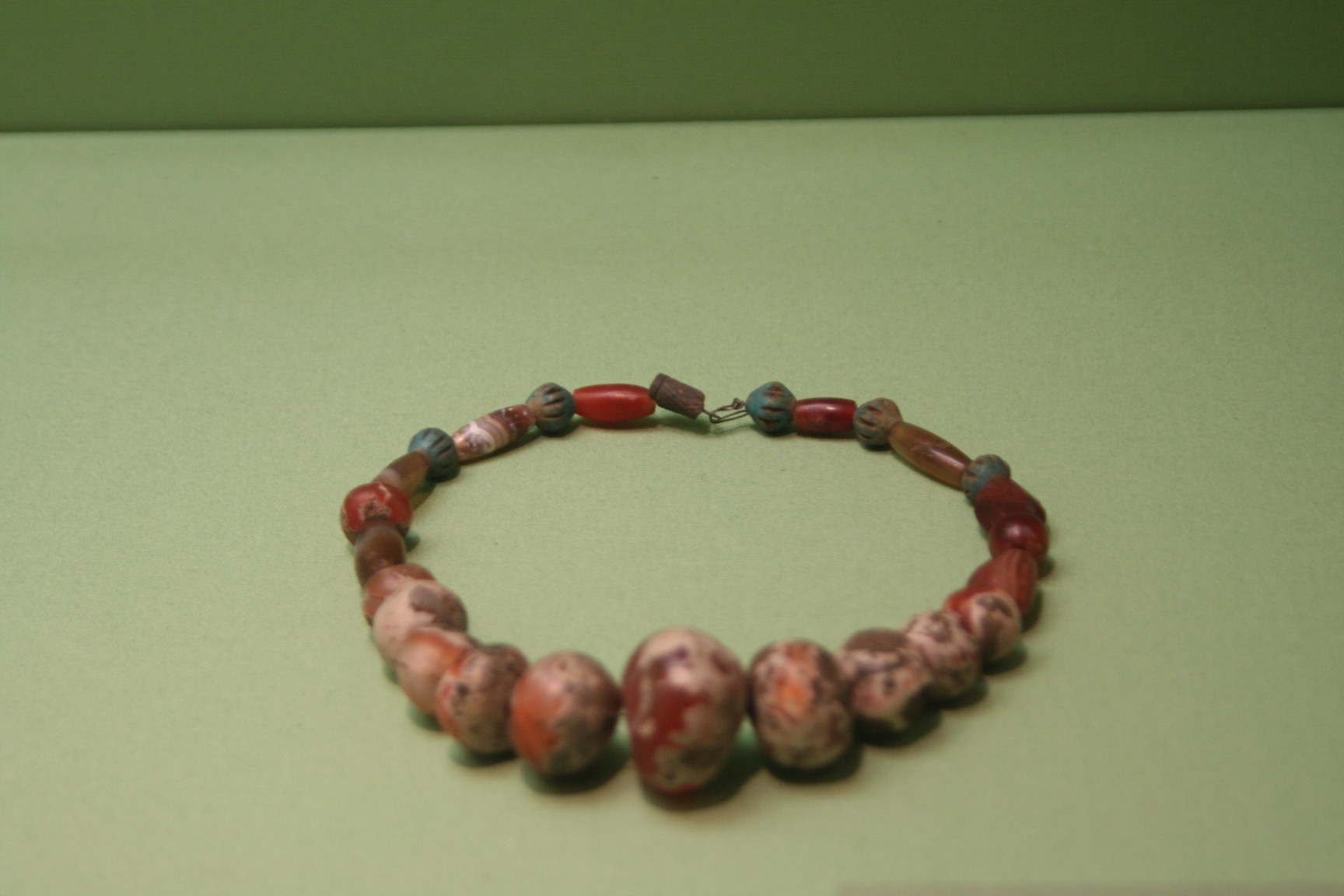
Агатовые бусы
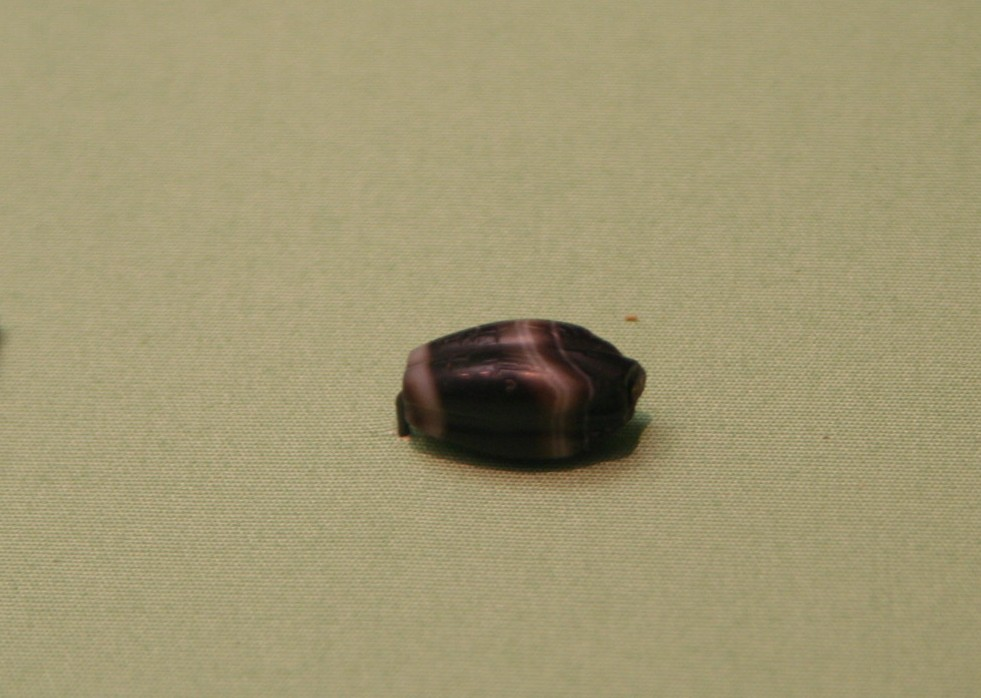
Агатовая бусина X-IX вв. до н. э. из Ходжалинского могильника с клинописной надписью ассирийского царя Адад-нирари II (911-891 гг. до н. э.): «Дворец Ададнирари, царя вселенной»